# Єлшевець (Кршко)
Єлшевець (словен. Jelševec) — поселення в общині Кршко, Споднєпосавський регіон, Словенія. Висота над рівнем моря: 300,6 м.